# 나훔 스텔마흐
나훔 스텔마흐(1936년 7월 19일 ~ 1999년 3월 27일)는 이스라엘의 축구 선수 출신 축구 지도자이다. 현역 시절 포지션은 공격수였다.
| 이전 (초대) | 제1대 AFC 아시안컵 득점왕 1956년 | 다음 조윤옥 |